# Cordillera de Lípez
Die Kordillere von Lípez (spanisch Cordillera de Lípez) ist ein Gebirgsrücken in den südlichen Teilen der bolivianischen Anden.
Die Kordillere von Lípez ist ein Gebirgszug im bolivianischen Departamento Potosí an der Grenze zum nördlichen Argentinien. Die Gebirgskette bedeckt eine Fläche von 23.400 km² und verläuft in nordost-südwestlicher Richtung, in ihrem südlichen Teil bildet der Gebirgsrücken die Grenze zwischen den beiden Nachbarländern.
Die Kordillere von Lípez liegt auf diese Weise quer zur Hauptstreichrichtung der Anden, deren westliche Gebirgskette, die Cordillera Occidental, ebenso wie die östliche Gebirgskette, die Cordillera Oriental, von Norden nach Süden verlaufen. Durch ihre Querlage bildet die Kordillere von Lípez die südliche Grenze für den Altiplano, die Hochebene von Peru und Bolivien.
Die höchste Erhebung der Kordillere ist der Uturuncu mit einer Höhe von 6008 m. Andere wichtige Gipfel des Gebirgszuges sind der Cerro Lípez (5.929 m), der manchmal fälschlicherweise als Cerro Nuevo Mundo bezeichnet wird; der Cerro Soniquera (5.899 m), der manchmal auch den Namen "Soreguera" trägt; und der Cerro Tinte (5.849 m) auf der bolivianisch-argentinischen Grenze. Trotz der Höhenlage ist die Kordillere nicht vergletschert, und die Schneefelder in den Gipfelregionen sind aufgrund der gegenwärtigen Klimaveränderungen rückläufig.
Aufgrund ihrer Binnenlage entspringen in der Kordillere von Lípez nur wenige Flüsse von überregionaler Bedeutung. Die nach Nordwesten führenden Gebirgsbäche versickern und verdunsten in ihrem Verlauf auf dem Altiplano. Nach Südosten hin haben nur der Río San Juan und der Río Tupiza ausgedehntere Flusssysteme.